# Einzelvorschlag
Einzelvorschlag bzw. häufiger Einzelvorschläge sind Begriffe aus dem Wahlrecht. Im Gegensatz zu Einzelbewerbern werden Einzelvorschläge händisch auf dem Wahlzettel notiert und stellen beispielsweise im Falle der Mehrheitswahl mit keinem oder nur einem Wahlvorschlag sicher, dass eine Wahl stattfindet und nicht die bereits aufgestellte Liste als gewählt gilt. Die Möglichkeit, händisch Einzelvorschläge auf den Stimmzettel zu notieren, verhindert somit eine Stille Wahl.
Auch in anderen Ländern gibt es die Möglichkeit, Namen auf Stimmzettel zu schreiben. Möglich ist das bspw. in vielen US-Bundesstaaten bei US-Präsidentschaftswahlen. Bei den Präsidentschaftswahlen 2024 machten von diesem Recht landesweit 444.797 Personen (0,29 %) Gebrauch. Im englischsprachigen Raum heißt diese Form des Einzelvorschlags „write-in-candidate“.

## Situation in Sachsen
In Sachsen trifft § 14 Abs. 2 des Kommunalwahlgesetz über die amtlichen Stimmzettel folgende Regelung:
Die Festlegung auf drei Leerzeilen ergibt sich aus § 15 Abs. 1, der festlegt, dass jeder Wahlberechtigte drei Stimmen hat, die er kumulieren oder panaschieren kann.
Für die verschiedenen Möglichkeiten des zitierten Paragraphen gibt es folgende Beispiele. Als Abkürzungen stehen „EV“ für Einzelvorschläge und „EB“ für Einzelbewerber.
| Art               | Gemeinderatswahl: nur eine Liste | Gemeinderatswahl: mehr als ein Drittel der Sitze unbesetzbar | Bürgermeisterwahl: nur ein Bewerber | Bürgermeisterwahl: kein Bewerber |
| ----------------- | --- | --- | --- | --- |
| Beispiel          | In Neustadt/Vogtl. ist 2014, 2019 und 2024 jeweils nur eine Wählergruppe angetreten. Entsprechend konnten Namen auf dem Stimmzettel notiert werden. Mit jeweils weniger als einem Prozent der Sitze wurde bei keiner der drei Jahre ein Sitz durch einen Einzelvorschlag besetzt. | Obwohl in Gohrisch 2024 vier Listen zur Wahl zugelassen waren, konnten Einzelvorschläge notiert werden. Grund dafür ist, daß insgesamt nur sieben Kandidaten zur Wahl standen und somit weniger als zwei Drittel der regulär 12 Gemeinderäte hätten gewählt werden können. Der Gemeinderat wäre dann nicht arbeitsfähig gewesen. Im gewählten Rat befinden sich stattdessen fünf Einzelvorschläge, die zusammen mit weiteren allerdings nur 6,3 % der Stimmen erhielten und damit überrepräsentiert sind. Das ist vom Gesetzgeber so vorgesehen. | 2022 stand in Königshain lediglich ein Einzelbewerber zur Wahl. Wähler hatten die Möglichkeit Namen zu notieren. Vier Namen wurden notiert. Ein Name wurde so oft notiert, daß er mehr Stimmen erhielt als der einzige Einzelbewerber, der bereits auf den Stimmzettel gedruckt war. Der Einzelvorschlag wurde gewählt und nahm das Amt an. | In Reuth stand im ersten Wahlgang bei der Bürgermeisterwahl 2002 kein Bewerber zur Verfügung. Bei der Neuwahl einige Wochen später erhielt Ulrich Lupart dann eine absolute Mehrheit und wurde zum Bürgermeister gewählt. Allerdings wurden erneut etliche andere Personen händisch notiert. |
| Diagramme         | — | Gemeinderatswahl 2024 %6050403020100 55,0 %18,0 %12,6 %8,0 %6,3 % FW GaAfDCDULinkediv. EVAnmerkungen:a Freie Wählergemeinschaft Gohrisch Gemeinderat ab 2024Insgesamt 12 Sitze - Linke: 1 - FWG: 4 - EV1: 1 - EV2: 1 - EV3: 1 - EV4: 1 - EV5: 1 - CDU: 1 - AfD: 1 | Bürgermeisterwahl 2022 %6050403020100 48,7 %50,4 %0,8 % EB PHaEV MWbsonst. EVAnmerkungen:a EB Peter Himmstädtb EV Maik Wobst | Wahl 2002 %50403020100 21,0 %12,6 %6,2 %5,5 %5,2 %49,5 % EV CKaEV FBEV WFEV WSEV TSsonst. EVAnmerkungen:a Einzelvorschläge: CK = Carla Kießling; FB = Friedrich Baumann; WF = Winfried Fischer; WS = Wolfgang Sammer; TS = Thomas Schnabel Neuwahl 2002 %6050403020100 59,2 %23,2 %7,9 %2,3 %2,0 %49,5 % EV ULEV CKbEV FBEV WFEV WSsonst. EVAnmerkungen:b weitere Einzelvorschläge: CK = Carla Kießling; FB = Friedrich Baumann; WF Winfried Fischer; WS Wolfgang Sammer |
| weitere Beispiele | - Jonsdorf (2019) - Trebendorf (2024) - Mühlau (2024) | - Quitzdorf am See (2024) | - Ebersbach (2010) - Dreiheide (2014) - Bergen (2018) | - Mücka (2014) - Vierkirchen (2015) |